# بلونو
بلونو (به ایتالیایی: Belluno) یک کومونه در ایتالیا است که در استان بلونو واقع شده‌است.

## خصوصیات
بلونو ۱۴۷٫۱۸ کیلومترمربع مساحت و ۳۵٬۳۲۸ نفر جمعیت دارد و ۳۹۰ متر بالاتر از سطح دریا واقع شده‌است.

## خواهرخوانده
شهرهای چرویا و بند، اورگن خواهرخوانده‌های بلونو هستند.